# Isaac Jacob Schoenberg
Isaac Jacob Schoenberg (Galați, 21 aprile 1903 – 21 febbraio 1990) è stato un matematico rumeno naturalizzato statunitense, noto per il suo lavoro fondamentale sulle funzioni spline.